# 阿姆莱托·弗里尼亚尼
阿姆莱托·弗里尼亚尼（義大利語：Amleto Frignani，1932年3月5日—1997年3月2日），意大利男子足球运动员，场上位置是前锋。他曾代表意大利国家队参加1954年国际足联世界杯，结果获得第十名。